# Aerosteon
Aerosteon ("vzdušná kost") byl rod poměrně velkého dravého teropodního dinosaura, žijícího v období pozdní křídy (asi před 85 miliony let) na území dnešní Argentiny.

## Popis

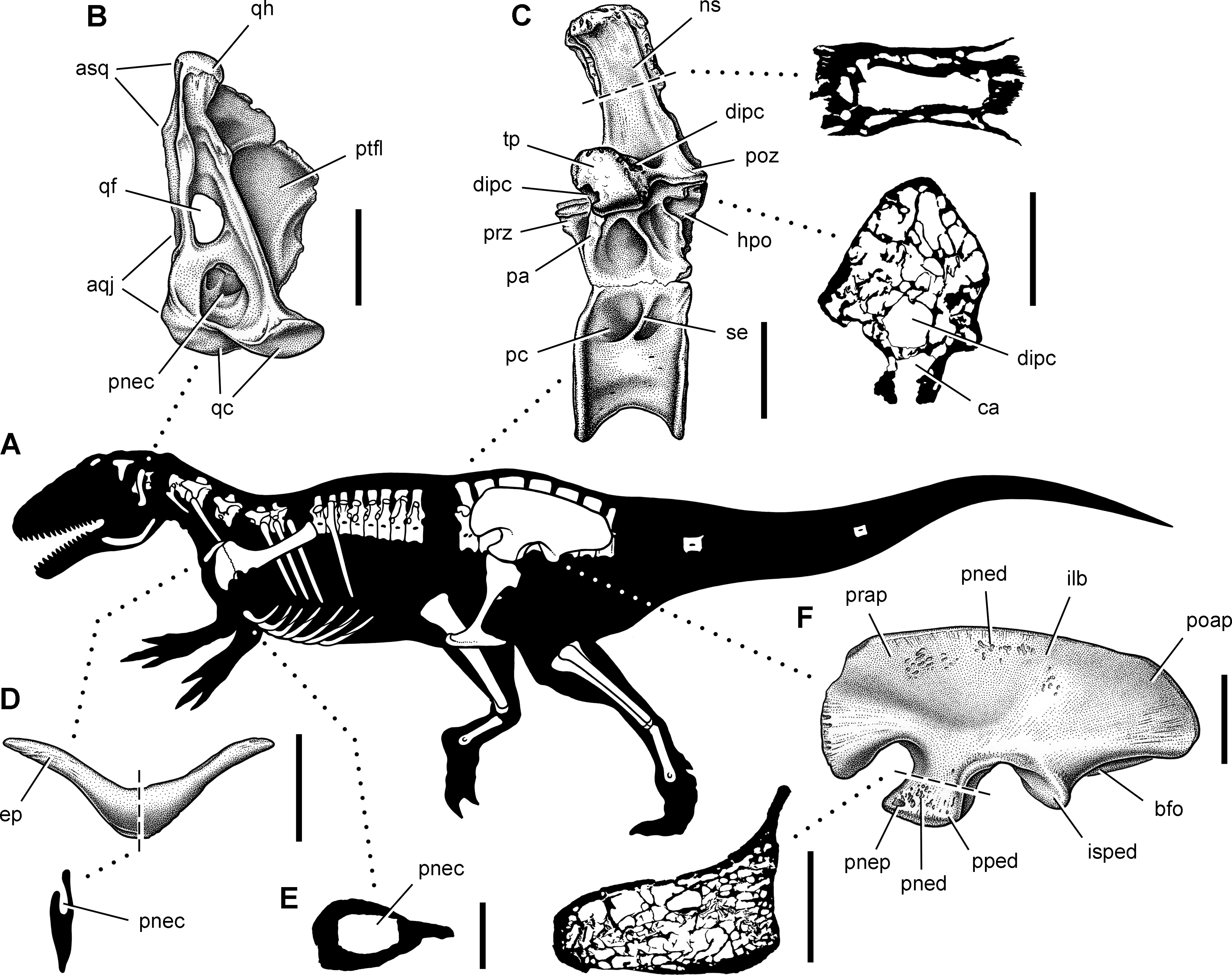
Kosterní diagram a detail pneumatizovaných kostí druhu Aerosteon riocoloradensis

Tento zástupce kladu Megaraptora byl asi 9 metrů dlouhý a až kolem 2000 kg těžký (podle jiných odhadů byl ale dlouhý až 11,5 metru a vážil přes 1000 kg). Jeho fosilní kosti vykazují přítomnost dutin a pozůstatků respiratorního systému, nápadně podobného ptačímu (pravděpodobnost přítomnosti vzdušných vaků). Dutiny byly u tohoto teropoda objeveny také v sáňkové kosti (furkule) a kosti kyčelní (iliu). Šlo pravděpodobně o zástupce kladu Megaraptora.

## Historie a význam
Unikátní fosilie tohoto teropoda byla objevena v sedimentech geologického souvrství Plottier již v roce 1996. Formální popis však přišel až v roce 2008, a jeho autorem je známý americký paleontolog Paul Sereno s kolegy. Nález představuje další nepřímý důkaz blízké příbuznosti dinosaurů a jejich evolučních potomků ptáků.